# MerXem Classic 2022
 (août 2022).
La 2e édition de la MerXem Classic a eu lieu le 21 août 2022. Elle fait partie du calendrier UCI en catégorie 1.1. Elle est remportée par l'Italienne Eleonora Gasparrini.

## Équipes
| UCI Women's WorldTeams (2)- Human Powered Health - Team DSM Équipes féminines continentales (12)- AG Insurance NXTG - Andy Schleck-CP NVST-Immo Losch - Bingoal-Chevalmeire-Van Eyck Sport - Emotional.fr - Tornatech - GSC - Blagnac - Instafund Racing - Lotto Soudal Ladies - Multum Accountants - Plantur-Pura - Parkhotel Valkenburg - Rupelcleaning - Torelli-Cayman Islands-Scimitar - Valcar-Travel & Service Équipe nationale- États-Unis Équipe féminines amateur (10)- A.S.D. Women - Bingoal WB Ladies - Belco-Van Eyck - Isorex - Jan van Arckel - Keukens Redant - KDM-Pack - Lviv Cycling Team - LUX-CTS p/b Specialized - WV Schijndel |
| |

## Récit de la course
Eleonora Camilla Gasparrini remporte la course au sprint devant Megan Jastrab.

## Classements

### Classement final
| \| Classement général \| Classement général \| Classement général \| Classement général \| Classement général \| \| Coureuse \| Coureuse \| Pays \| Équipe \| Temps \| \| ------------------ \| ------------------- \| ------------------ \| ---------------------------------- \| ------------------ \| \| 1re \| Eleonora Gasparrini \| Italie \| Valcar-Travel & Service \| 2 h 47 min 47 s \| \| 2e \| Megan Jastrab \| États-Unis \| Team DSM \| + 0 s \| \| 3e \| Silvia Persico \| Italie \| Valcar-Travel & Service \| + 0 s \| \| 4e \| Julie De Wilde \| Belgique \| Plantur-Pura \| + 0 s \| \| 5e \| Kaia Schmid \| États-Unis \| Human Powered Health \| + 0 s \| \| 6e \| Skylar Schneider \| États-Unis \| L39ION of Los Angeles \| + 0 s \| \| 7e \| Kirstie van Haaften \| Pays-Bas \| Parkhotel Valkenburg \| + 0 s \| \| 8e \| Fabienne Buri \| Suisse \| Andy Schleck-CP NVST-Immo Losch \| + 0 s \| \| 9e \| Minke Bakker \| Pays-Bas \| Bingoal-Chevalmeire-Van Eyck Sport \| + 0 s \| \| 10e \| Olivia Cummins \| États-Unis \| LUX/CTS p/b Specialized \| + 0 s \| |                     |            |                                    |                 |
| |                     |            |                                    |                 |
| Source : Cycling Quotient |                     |            |                                    |                 |
| Classement général |                     |            |                                    |                 |
| Coureuse | Coureuse            | Pays       | Équipe                             | Temps           |
| 1re | Eleonora Gasparrini | Italie     | Valcar-Travel & Service            | 2 h 47 min 47 s |
| 2e | Megan Jastrab       | États-Unis | Team DSM                           | + 0 s           |
| 3e | Silvia Persico      | Italie     | Valcar-Travel & Service            | + 0 s           |
| 4e | Julie De Wilde      | Belgique   | Plantur-Pura                       | + 0 s           |
| 5e | Kaia Schmid         | États-Unis | Human Powered Health               | + 0 s           |
| 6e | Skylar Schneider    | États-Unis | L39ION of Los Angeles              | + 0 s           |
| 7e | Kirstie van Haaften | Pays-Bas   | Parkhotel Valkenburg               | + 0 s           |
| 8e | Fabienne Buri       | Suisse     | Andy Schleck-CP NVST-Immo Losch    | + 0 s           |
| 9e | Minke Bakker        | Pays-Bas   | Bingoal-Chevalmeire-Van Eyck Sport | + 0 s           |
| 10e | Olivia Cummins      | États-Unis | LUX/CTS p/b Specialized            | + 0 s           |

### Points UCI
| Position           | 1er | 2e | 3e | 4e | 5e | 6e | 7e | 8e | 9e | 10e | 11e | 12e | 13e à 15e | 16e à 25e |
| Classement général | 125 | 85 | 70 | 60 | 50 | 40 | 35 | 30 | 25 | 20  | 15  | 10  | 5         | 3         |